# Bakanalije
Bakanalije (ali Bakanal / karneval) pri starih Rimljanih slavje v čast boga Bakha ali razbrzdano veseljačenje, so bili rimski Bakhovi festivali, ki so temeljili na različnih ekstatičnih prvinah grških Dionizij. Zdi se, da so bili priljubljeni in dobro organizirani po celotnem srednjem in južnem italijanskem polotoku. Skoraj zagotovo so bili povezani z rimskim kultom Liberalia, ki je bil posvečen bogu Liber Pater in ženi Liberi, znani tudi kot Prozerpina. Kult je verjetno prišel v Rim okoli leta 200 pr. n. št. Vendar je tako kot vsi grško-rimski misteriji zelo malo znanega o njihovih obredih. Ko so bakanalije postale priljubljene, jih je rimski senat obravnaval kot grožnjo, saj je verjel, da so bile zasnovane tako, da se upirajo njihovim političnim nazorom, zato so želeli zatreti skrivnostni kult, da bi se izognili kakršnemu koli uporu proti senatu.
Livij, ki piše približno 200 let po dogodkih, ponuja škandaliziran in izredno barvit opis o bakanalij. Sodobni znanstveniki skeptično pristopajo k Livijevim trditvam o blaznih obredih, spolno nasilnih iniciacijah obeh spolov, vseh starosti in vseh družbenih slojev ter o tem, da je kult ubijalski instrument zarote proti državi. Livij trdi, da je bilo aretiranih sedem tisoč voditeljev kulta in sledilcev, večina pa je bila usmrčenih. Livijeva predanost škandalu bakanalij vodi do njegovega prepričanja, da je vloga, ki jo je imel rimski mos maiorum (nepisana koda, iz katere so stari Rimljani izhajali iz svojih družbenih norm) v družbi, v poznih stoletjih privedla do anarhične rasti.
Senatorska zakonodaja za reformo bakanalij leta 186 pr. n. št. je skušala nadzorovati njihovo velikost, organizacijo in duhovništvo pod grožnjo smrtne kazni. To je bilo mogoče motivirano manj zaradi neustreznih in dramatičnih govoric, ki jih opisuje Livij, kot pa zaradi odločenosti senata, da uveljavi svojo civilno in versko oblast nad Rimom in njenimi zavezniki po dolgotrajni socialni, politični in vojaški krizi druge punske vojne ( 218–201 pr. n. št.). Reformirane obrede bakanalij so morda združili s festivalom Liberalia. Bakh, Liber in Dioniz so postali praktično zamenljivi od pozne republikanske dobe (133 pred našim štetjem in naprej), njihovi skrivnostni kulti pa so se ohranili tudi v principatu rimske cesarske dobe.

## Ozadje in razvoj
Bakanalije so bili rimski festivali Bakha, grško-rimskega boga vina, svobode, zastrupitve in ekstaze. Temeljile so na grški Dionizijah in dionizijskih misterijih, verjetno pa so prispeli v Rim okoli 200 pr. n. št. z grškimi kolonijami v južni Italiji in iz Etrurije, severne sosede Rima. Tenney Frank je predlagal, da so dionizijsko bogoslužje v Rim morda uvedli zaporniki, ki so jih Rimljani zajeli, ko so nekdanje grško mesto Tarentum v južni Italiji leta 209 pred našim štetjem zajeli Kartažani. Kot vsi misterijski kulti so bile tudi bakanalije v strogi zasebnosti in posvečenci so bili zavezani k tajnosti; nekaj, saj je o kultu in njegovih obredih malo znanega, izhaja iz grške in rimske literature, iger, kipov in slik.  V nasprotju z drugimi skrivnostnimi kulti pa so bakanalije imele dve različni vrsti verskih funkcij. Prvo je izvajala javnost, ki je opozorila na dramske igre - bodisi tragedijo bodisi satirično komedijo. Čeprav se je ta vrsta oglaševanja pojavila šele stoletja po škandalu bakanalij. Druga pripada spolni blaznosti in nepolitičnemu kultu, ki se osredotoča na sproščanje spolne napetosti med ljudmi, da bi potešili svoje želje, in bi se počutili povezane z Bakhom.
Livij, glavni rimski literarni vir o zgodnjih bakanalijah, ko poroča o velikem političnem incidentu, ki je vključeval eno od oblik kulta, imenuje Pacullo Annia, kampanijsko svečenico Bakha, za ustanoviteljico zasebnega, neuradnega kulta bakanalij v Rimu s sedežem pri gaju Semele, kjer se zahodno pobočje Aventinskega griča spusti do Tibere. Aventin je bil narodnostno mešano okrožje, močno identificirano z rimskim plebejskim razredom in vdorom novih in tujih kultov. Bog vina in plodnosti Liber Pater ('Svobodni oče'), božji zavetnik plebejskih pravic, svoboščin in avgurovstva, je imel v bližnjem templju že dolgo uveljavljen uradni kult, ki si ga je delil s Cerero in Libero. Večina rimskih virov ga opisuje kot rimski ekvivalent Dionizu in Bakhu, ki sta bila včasih naslovljena z eleutherios (osvoboditelj).

## Škandal bakanalij
Livij trdi, da je bila najstarejša različica bakanalij odprta samo za ženske in je trajali tri dni v letu, podnevi; medtem ko je v bližnji Etruriji, severno od Rima, »Grk skromnega porekla, podkovan v žrtvovanju in vedeževanju« vzpostavil nočno različico, mešanici dodal vino in pogostitev ter tako navdušeno sledil ženskam in moškim. Bilo je v nočni različici bakanalij, ko je prišlo do pomešanja vina in spolov, ko je Livij bakanalije opisal kot kraj, kjer se dogaja vse zlo; na primer sveti umor. Po mnenju Livija naj bi bile bakanalije najboljše mesto za storitve kaznivih dejanj, ker se veliko kriči in igrajo instrumenti, kar pomeni, da bi bilo v Rimu zločin lažje skriti. Vendar je v starodavnih verskih praksah v Grčiji večina obredov vključevala: petje hvalnic in ples, žrtvovanje in libacije. Nobenega razloga ni bilo, da bi te obrede spremenili pri selitvi iz Grčije v Rim.
Kar je začelo upor med praktikanti bakanalij in senatom je bil Arnold Lebucij Ebutijanec (rod). Publij je obstoj skrivnostnega kulta razkril na dan, ko je bil prisiljen izbirati, ali bo posvečen ali pa bo v zvezi s kurtizano Hispalo Fecenijo. Hispala je Publija opozorila na nevarnosti, za katere je verjela, da prihajajo s prakso. Po odločitvi proti bakanalijam in izgonu iz njegovega družinskega doma so Publija in Hispalo poiskali in obvestili senat o bakanalijah.
Ko je senat enkrat začel preiskavo, je najel Spurija Postumija Albina in Kvinta Marcija Filipa, da je strmoglavil tisto, za kar se je domnevalo, da je le preprosta zarota. Senatorska intervencija z bakanalijami ni imela nič skupnega z božanstvom Bakha, saj so sprejemali vse religije. Vendar je bil v senatu vtis, da pobudniki bakhanalij niso samo hvalili boga, ampak so načrtovali upor proti senatu. Zaradi tega je bil senat zaskrbljen, ker bi uničil solidarnost Rima in motil vlado. Takrat so najeli Publija in Hispalo, da sta svet obvestila o ljudeh, ki so bili vpleteni v bakanalije. Ko je bilo dovolj informacij o posvečenih in duhovnikih, je senat ustvaril inkvizicijo za lov in pravičnost za tiste, ki so bili obsojeni za izvajanje kulta. Posledica tega je bila, da je veliko ljudi pobegnilo iz mesta, ljudje so bili zaprti, številne so bile usmrtitve. Pod krinko religije so duhovniki in ministranti nekaznovano kršili civilne, moralne in verske zakone. Livij trdi tudi, da je bil kult, ki je bil še posebej privlačen za tiste, ki niso bili izobraženi in muhastega uma (levitas animi), kot so mladi, plebejci, ženske in »moški, ki so najbolj všeč ženskam«, vpleten večji del mestnega prebivalstva in celo najvišji rimski razred ni bil imun.

## Reforme
Zakonodaja iz leta 186 je preživela v obliki napisa. Znan kot Senatus consultum de Bacchanalibus, je bakanalije postavil pod nadzor senata in s tem tudi rimskih pontifeksov. Obstoječa kultna organizacija je bila razstavljena. Kongregacije mešanega spola so bile dovoljene, vendar so bile omejene na največ dva moška in tri ženske, za vsako zborovanje bakanalij pa se je moralo predhodno pridobiti dovoljenje senata. Moškim je bilo prepovedano postati Bakhov duhovnik.
Kljub uradnemu zatiranju so nedovoljeni bakanalije prikrito obstajale dolga leta, zlasti v južni Italiji, njihovem verjetnem izvoru. Prenovljeni, uradno odobreni Bakhični kulti so bili malo podobni prejšnjim natrpanim, ekstatičnim in neoviranim bakanalijam. Podobna kontrola je bila morda naložena Liberovim kultom; njegovo zaznano ali dejansko povezovanje z bakanalijami je lahko razlog, da so bile njegove Liberalie ludi iz 17. marca začasno premaknjene v Cererine Cerealije med 12. do 19. aprilom. Ponovno so jih obnovili, ko se je reakcija zmanjšala, vendar v odobreni, precej spremenjeni obliki.

## Interpretacija
Livijevo poročilo o bakanalijah je bilo opisano kot »najmanj tendenciozno«. Kot politični in družbeni konservativec je globoko nezaupal skrivnostnim religijam in je vsako obliko bakanalij razumel kot znak rimske degeneracije. Čeprav je večina njegovih dramatis personae (v latinščini za 'dramske maske') znanih zgodovinskih osebnosti, so njihovi govori neverjetno posredni, njegovi liki, umetniški učinki uporabe figure govora in zaplet pa črpajo bolj iz rimskih satiričnih iger kot iz samih bakanalij. Paculla Annia verjetno ne bo uvedla vseh sprememb, ki ji jih pripisuje.
Za Livija so največji prekrški kulta nastali zaradi neselektivnega mešanja svobodno rojenih Rimljanov obeh spolov in vseh starosti ponoči, čas, ko se strasti zlahka vzbudijo, zlasti ob vinu in neomejeni priložnosti. Pravi, da so ženske na teh srečanjih številčnejše od moških; v njegovem poročilu je konzul Postumij poudaril izjemno žensko naravo in organizacijo kulta. Kljub temu pa Senatus consultaum de Bacchanalibus sam dopuščal, da ženske na katerem koli dovoljenem srečanju presežejo moške za tri do dva. Livijeva pripoved vse mogoče voditelje kulta, razen enega, imenuje kot moške, kar se zdi, da odpravlja kakršno koli zaznano »zaroto žensk«. Zdi se, da je spol odziv senata spodbudil ne bolj kot kateri koli drug razlog.
Livijev dosleden negativni opis grškega izvora in nizkega moralnega značaja kulta - niti Bakh ni izvzet iz te sodbe - je morda želel utemeljiti njegovo zatrtje kot nenaden »vdor preveč grških elementov v rimsko čaščenje«. Kult je bil v Rimu že vrsto let aktiven pred domnevno nenadnim odkritjem, kulti Bakha in Dioniza pa so bili del življenja v rimski in zavezniški, grško govoreči Italiji že vrsto desetletij. Grški kulti in grški vplivi so bili del religioznega življenja Rima že od 5. stoletja pred našim štetjem, pridobivanje tujih kultov - grških ali drugačnih - z zavezništvom, pogodbo, zajemanjem ali osvajanjem pa je bilo temelj njihove zunanje politike in bistvena značilnost morebitne hegemonije. Medtem ko se je hitrost takšnih predstavitev v 3. stoletju hitro nabirala, sodobni dokazi o reformi bakanalij ne pomenijo nobene protigrške ali protietrurske politike ali občutka.
Gruen razlaga Senatus consultum  kot del realpolitike, prikaz avtoritete rimskega senata do svojih italijanskih zaveznikov po drugi punski vojni in opomin vsakemu rimskemu politiku, populistu in potencialnemu generalissimu, da si je kolektivna oblast senata izmislila vse osebne ambicije. Kljub temu pa obseg in ostrina uradnega odziva na bakanalije verjetno nista imela primera in predstavljata neko obliko moralne panike s strani rimskih oblasti; Burkert v verski zgodovini pred preganjanji kristjanov ne najde ničesar primerljivega.

## Uporaba v umetnosti
V sodobni rabi lahko bacchanalia pomeni vsako neovirano ali pijano veseljačenje. Bakanal v umetnosti opisuje katero koli majhno skupino veseljakov, pogosto vključno s satiri in morda Bakhom ali Silenom, običajno v krajinskem okolju. Tema je bila priljubljena od renesanse naprej in je med figurami običajno vključevala veliko stopnjo golote.
- Bakanalije - redki tisk na velum. Zgodnje 19. stoletje - umetnik neznan (zbirka umetnika Micheleja Castagnettija, Los Angeles))
- Nicolas Poussin, Bakanalije pred kipom Pana, 1631 - 1633
- Lovis Corinth, Bakanalije, 1898
- A. Meyer, friz v Seefeldu (Zürich), 1900